# Colocasiomyia cristata
Colocasiomyia cristata är en tvåvingeart som beskrevs av Meijere 1914. Colocasiomyia cristata ingår i släktet Colocasiomyia och familjen daggflugor. Inga underarter finns listade i Catalogue of Life.